# Burg Rheinfels
Die Burg Rheinfels ist die Ruine einer Spornburg auf einem Bergrücken zwischen dem linken Ufer des Rheins und dem Gründelbachtal oberhalb von St. Goar gelegen. Nach ihrem Ausbau zur Festung war sie die größte Wehranlage im Mittelrheintal zwischen Koblenz und Bingen und wurde nur noch von der Festung Ehrenbreitstein übertroffen, die im Mittelrheintal oberhalb des rechtsrheinischen, gleichnamigen Koblenzer Stadtteils liegt. Seit 2002 ist die Burg Rheinfels Teil des UNESCO-Welterbes Oberes Mittelrheintal.

## Geschichte

### Von der Erbauung bis ins 18. Jahrhundert

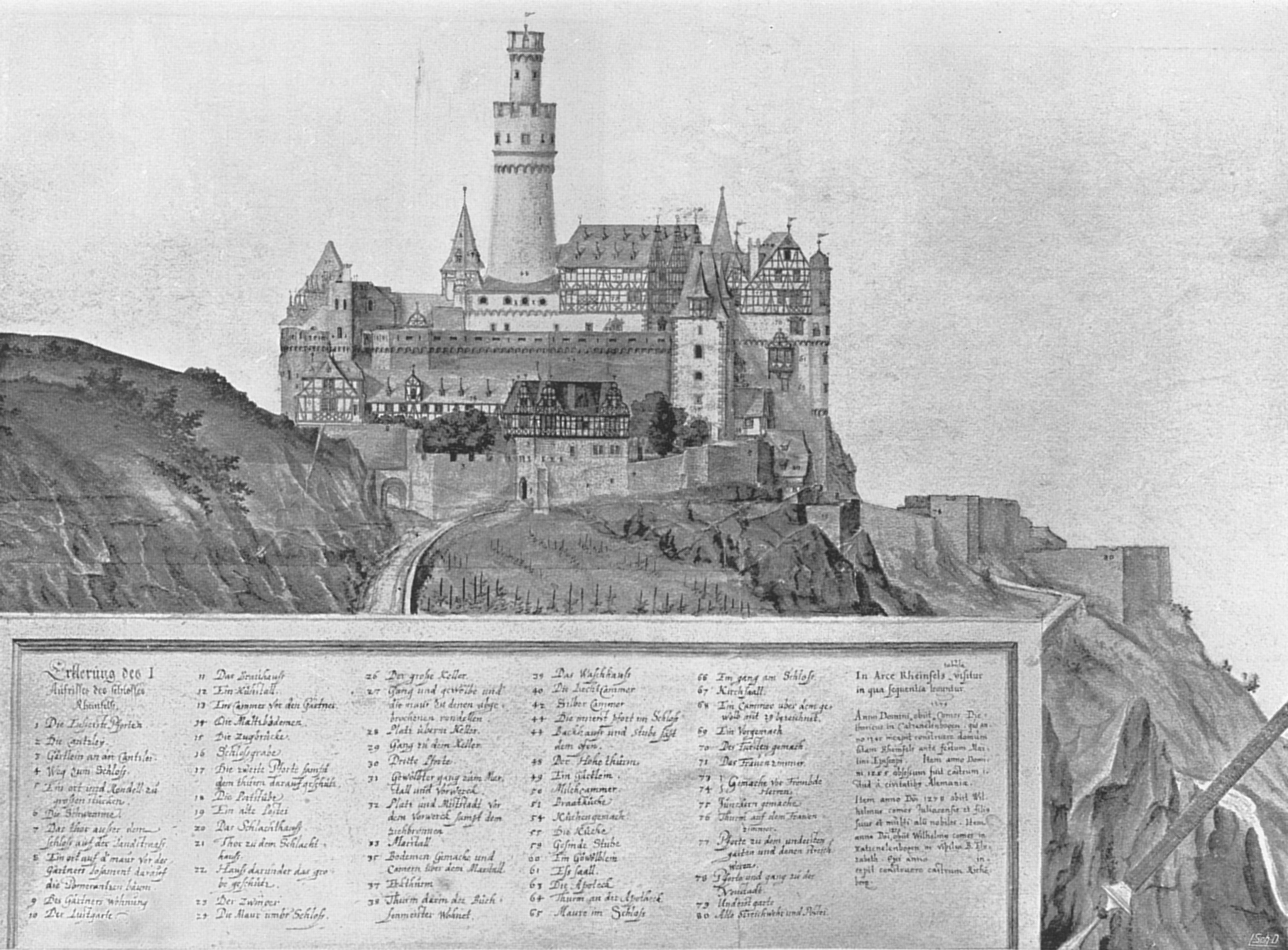
Erscheinungsbild der Burg um 1607

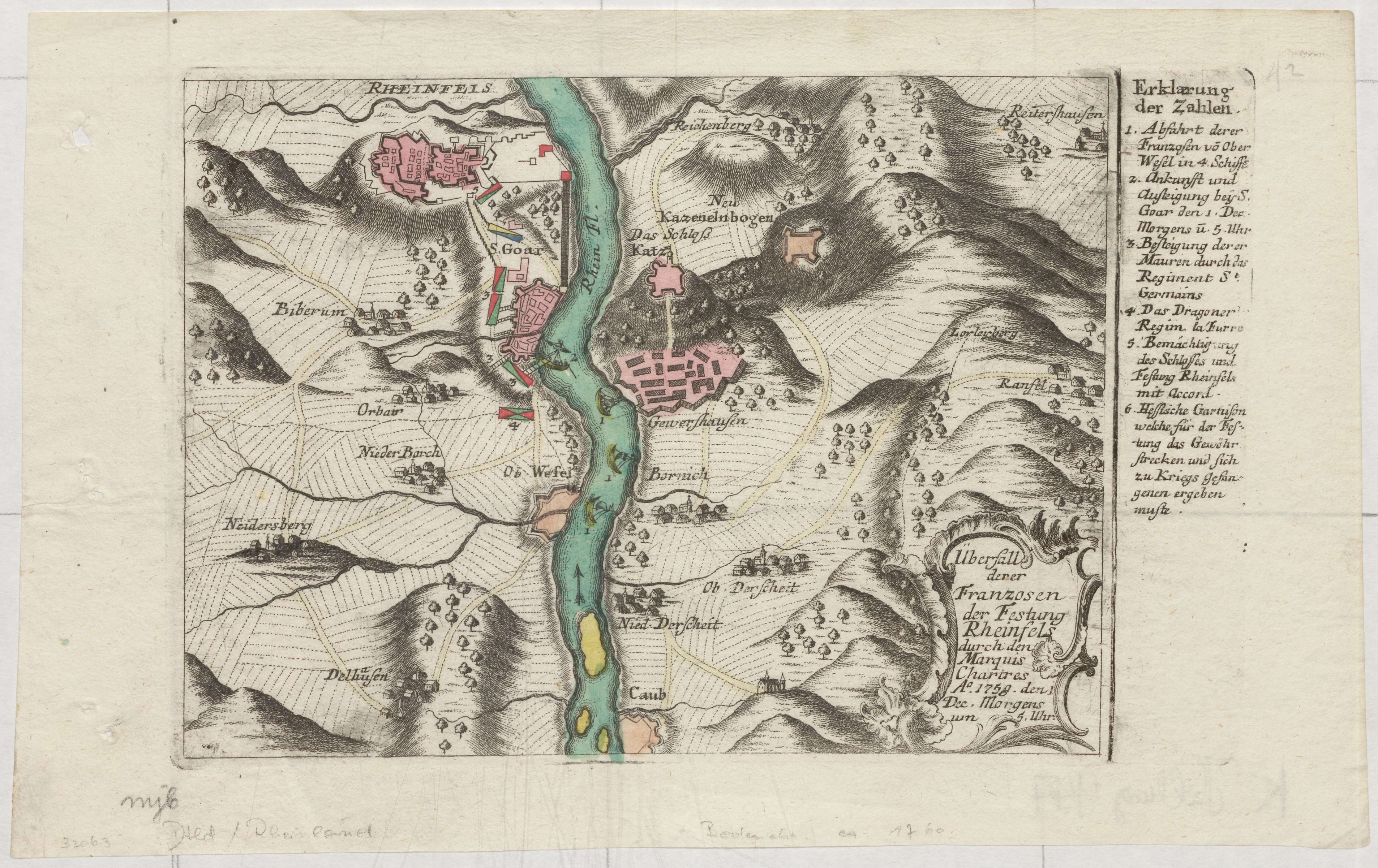
Festungen am Mittelrhein, ca. 1760

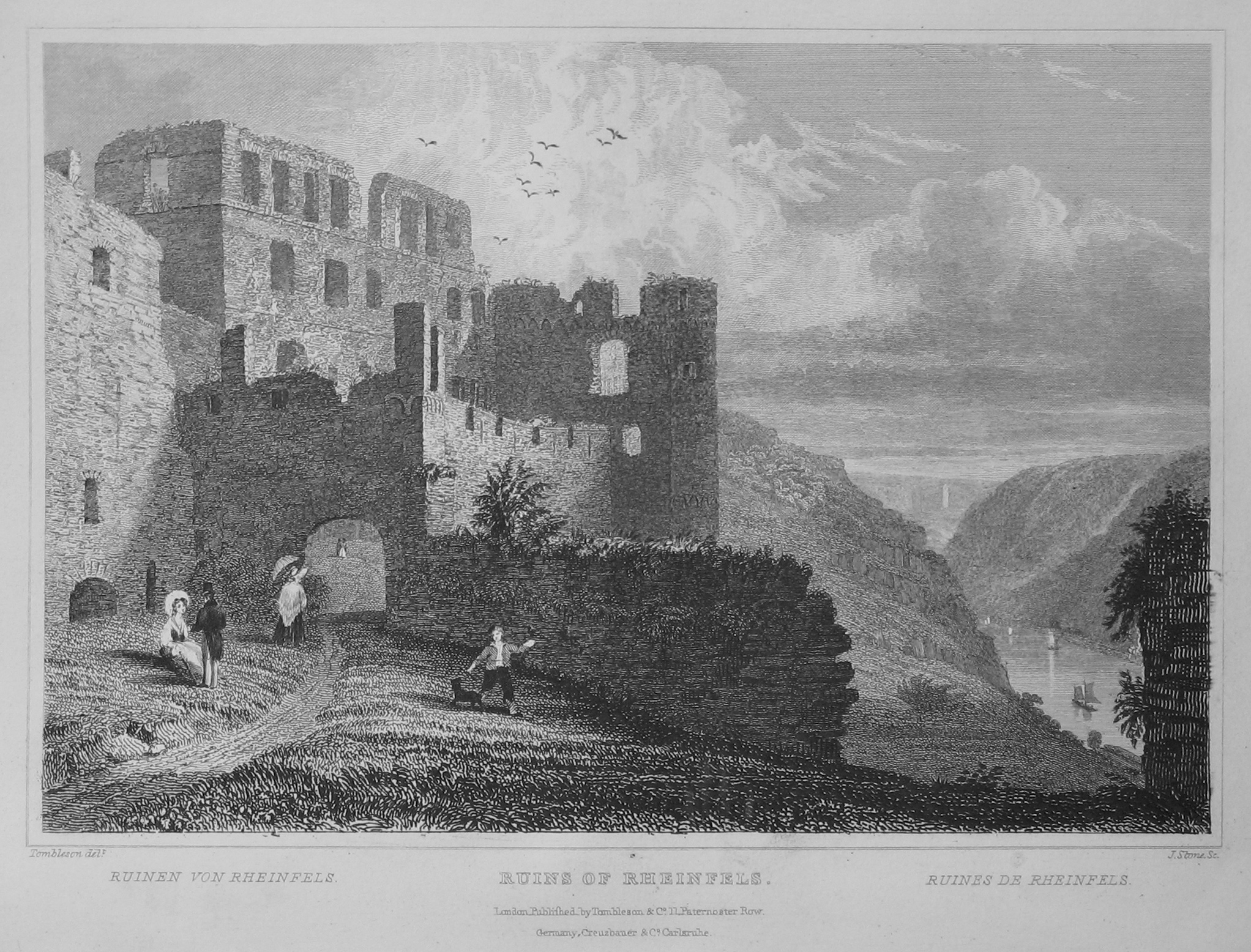
Burg Rheinfels um 1832, Stich nach Tombleson

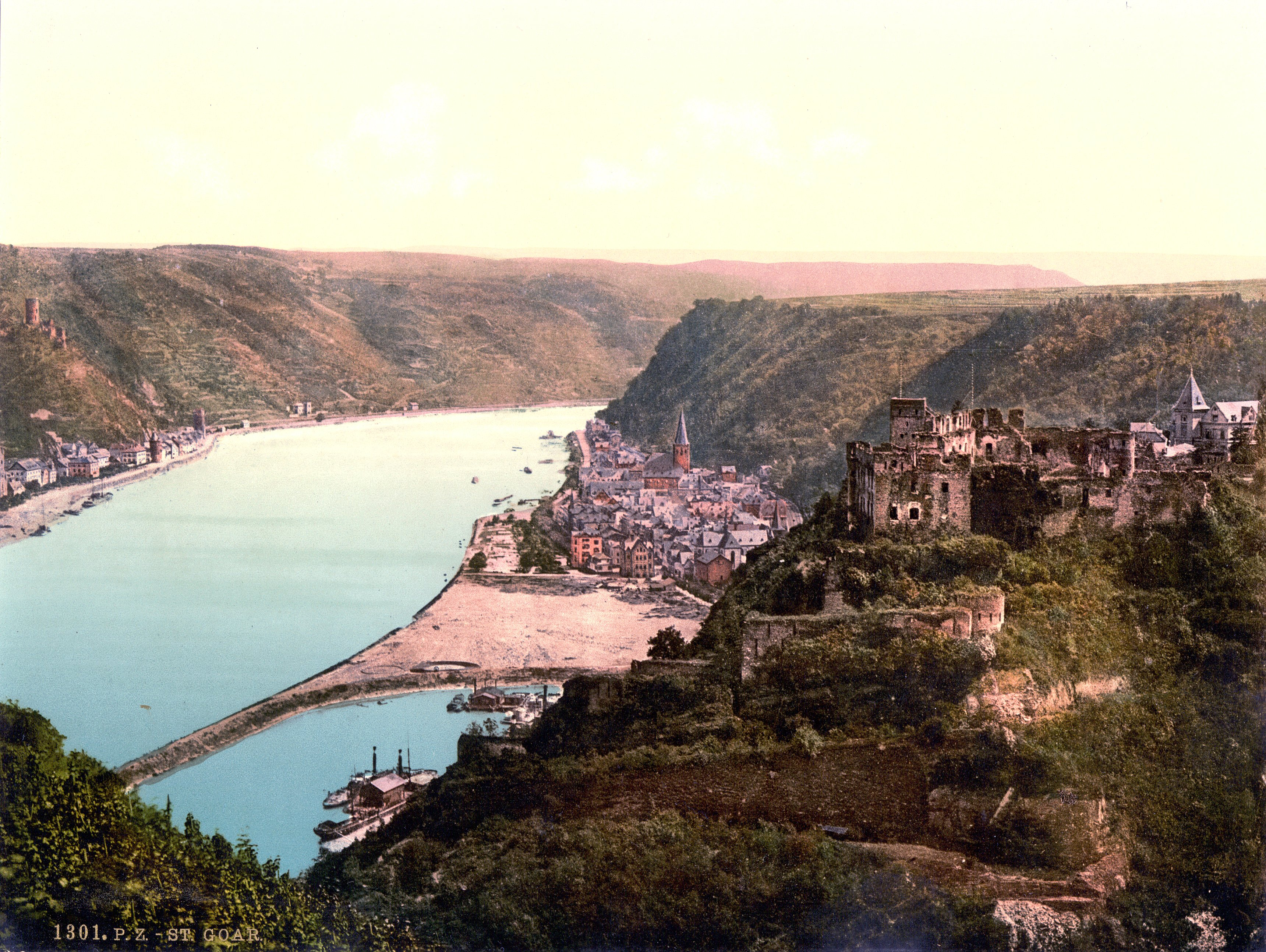
Burg Rheinfels und St. Goar um 1900

1245 wurde die Burg von Diether V. von Katzenelnbogen als Zollburg für die rheinaufwärts fahrenden Schiffe erbaut. Gemäß der einzigen zeitgenössischen Quelle wird in den Wormser Annalen unter dem Jahr 1256 erwähnt, dass Diether V. den Landfrieden gegen Mainzer Bürger gebrochen habe. Grund waren wahrscheinlich die seit längerer Zeit erhobenen Zölle. Die darauf erfolgte Belagerung durch ein Heer des Rheinischen Städtebundes blieb erfolglos; dadurch erlangte die Burg den Ruf, uneinnehmbar zu sein. Der hessische Chronist Wigand Gerstenberg erweiterte die Geschichte 1493 durch Ausschmückungen, die sich durch zeitgenössische Quellen nicht belegen lassen.
Im 13. Jahrhundert wurde die Grafschaft Katzenelnbogen in die Obergrafschaft im Gebiet um Darmstadt und in die Niedergrafschaft mit der Residenz Rheinfels geteilt. Um 1360/1370 erfolgte unter Graf Wilhelm II. von Katzenelnbogen (1332–1385) ein großangelegter Ausbau der Kernburg. Weitere Ausbauten betrafen das Frauenhaus (jetzt Museum) mit einem rheinseitigen Eckrundturm und einem hofseitigen Treppenturm sowie die mächtige Schildmauer, flankiert von zwei Türmen, Uhrturm und Büchsenmeisterturm. Von 1360 bis 1371 baute der Graf auf der gegenüberliegenden Rheinseite die Burg Neukatzenelnbogen, Burg Katz genannt. Dadurch wurde es möglich, auch von den rheinabwärts fahrenden Schiffen Zoll zu erheben (St. Goarer Doppelzoll).
Nachdem 1402 die Ober- und Niedergrafschaft wieder vereinigt wurden, blieb die Residenz auf Burg Rheinfels. Unter Graf Johann IV. und seinem Sohn Philipp erlangte das höfische Leben im 15. Jahrhundert auf Burg Rheinfels seinen Höhepunkt. Nach neueren Erkenntnissen wurde erst unter Philipp der runde Bergfried erhöht und mit einem Butterfassturmaufsatz (s. Marksburg) aufgestockt. Dies war mit einer Gesamthöhe von 54 m der höchste bekannte Bergfried einer deutschen Burg und man konnte bei klarer Sicht weit in Hunsrück und Taunus hineinschauen. Philipps Söhne Philipp der Jüngere († 1453) und Eberhard († 1456) starben früh; damit fielen Grafschaft und Burg 1479 an Landgraf Heinrich III. von Hessen-Marburg, der mit Anna, der Tochter Philipps, verheiratet war. In einem Jahrzehnte währenden Erbstreit mit dem Haus Nassau konnte sich der Landgraf behaupten. Mit Heinrichs Sohn Wilhelm III. starb seine Familie aus und Rheinfels fiel mit Marburg an Wilhelm II. von Hessen, der die gesamte Landgrafschaft Hessen wieder in einer Hand vereinigte.
Landgraf Philipp der Großmütige von Hessen ließ die Burg zu einem Renaissanceschloss umbauen. Nach seinem Tod wurde sie im Wege der Erbteilung unter seinen Söhnen Sitz der kurzlebigen Landgrafschaft Hessen-Rheinfels. Landgraf Philipp II. von Hessen-Rheinfels (1541–1583) ließ die Burganlage sanieren und weiter ausbauen. Im Verlauf des Marburger Erbfolgestreites zwischen den Landgrafschaften Hessen-Kassel und Hessen-Darmstadt wurde die Niedergrafschaft einschließlich Burg Rheinfels durch das Reichshofgericht 1623 Hessen-Darmstadt zugesprochen. Landgraf Moritz von Hessen-Kassel erkannte das Urteil jedoch nicht an. Die rechtmäßigen Besitzer mussten sich erneut an das Reichsgericht wenden. Ferdinand von Bayern, Kurfürst und Erzbischof von Köln, der das Urteil vollstrecken sollte, ließ die Burg 1626 belagern, und nach schweren Kämpfen wurde Rheinfels am 2. September 1626 an Hessen-Darmstadt übergeben.
Nachdem Landgraf Georg II. von Hessen-Darmstadt die Burg restauriert hatte, wurde sie abermals 1647 von Hessen-Kassel erobert. Am 14. April 1648 schlossen die beiden hessischen Landgrafschaften einen Vergleich, durch den die Burg Rheinfels und die Stadt St. Goar zwischen Hessen-Kassel und Hessen-Darmstadt geteilt wurden. 1649 machte Landgraf Ernst von Hessen-Rheinfels-Rotenburg, Sohn aus zweiter Ehe des vormaligen Landgrafen Moritz von Hessen-Kassel, Rheinfels zu seiner Residenz und baute es 1657–1674 zu einer umfangreichen Festung aus, die gegen Frankreich gerichtet war. Er begründete so die (zweite) jüngere Nebenlinie „Hessen-Rheinfels“, (später Hessen-Rheinfels-Rotenburg) des landgräflichen Hauses von Hessen-Kassel und residierte auf Rheinfels bis 1692.
Auf einer Forschungsreise durch Deutschland wurden die Jesuiten bzw. Bollandisten Godefridus Henschenius (1600–1682) und Daniel Papebroch (1628–1714) am 10. August 1660 von Landgraf Ernst I. sowie seiner Gattin auf Rheinfels zum Essen eingeladen. Papebroch schreibt darüber:

„Hof halten sie in einer sehr stark befestigten Burg auf einem sehr hohen Berg, die dennoch bequeme Wohnverhältnisse bietet, soweit wir das aus verschiedenen Räumen, durch die wir geführt wurden, entnehmen konnten. Sehr schön ist auf der Burg eine Kapelle mit einer vergoldeten Decke, genaugenommen einer Decke die überall von goldenen Inschriften auf dunklem Untergrund überzogen ist; an den Wänden befinden sich Bilder zur Passionsgeschichte. Unter der Sängerempore sieht man die Wappen des Landgrafen mit folgender Aufschrift: 'Ernst, aus seinem Geschlechte der erste Rückkehrer in die katholische Kirche, voll brennender Hoffnung, es mögen ihm gar viele nachfolgen'. Dann sah man seine einzelnen Wappen, Stück für Stück, ein jedes mit seinem Motto darunter. Die bemerkenswertesten Verse standen unter einem Doppelkreuz, das das Wappen der Abtei Hersfeld ist, die im Westfälischen Frieden an den Landgrafen fiel; sie lauten: ‚Unfreiwillig füge ich dieses Wappen meinen Wappen bei, denn was Dein ist soll man Dir gekreuzigter Jesu geben‘.“

Landgraf Ernst, in ständigen finanziellen Schwierigkeiten, schloss mit dem französischen König Ludwig XIV. einen Geheimvertrag ab, worin er ihm gegen hohe Rentenzahlungen Burg Rheinfels zu überlassen versprach. Landgraf Karl von Hessen-Kassel erfuhr rechtzeitig von diesem Vorhaben, nahm die Burg im Handstreich und verteidigte sie, mehrmals schwer belagert, gegen die Franzosen. Die Verteidigung der Burg erfolgte unter Georg Ludwig (1655–1696) von Schlitz genannt von Görtz, Generalmajor in Hessen-Kassel. Er wurde mit einer lebenslangen Statthalterschaft belohnt.

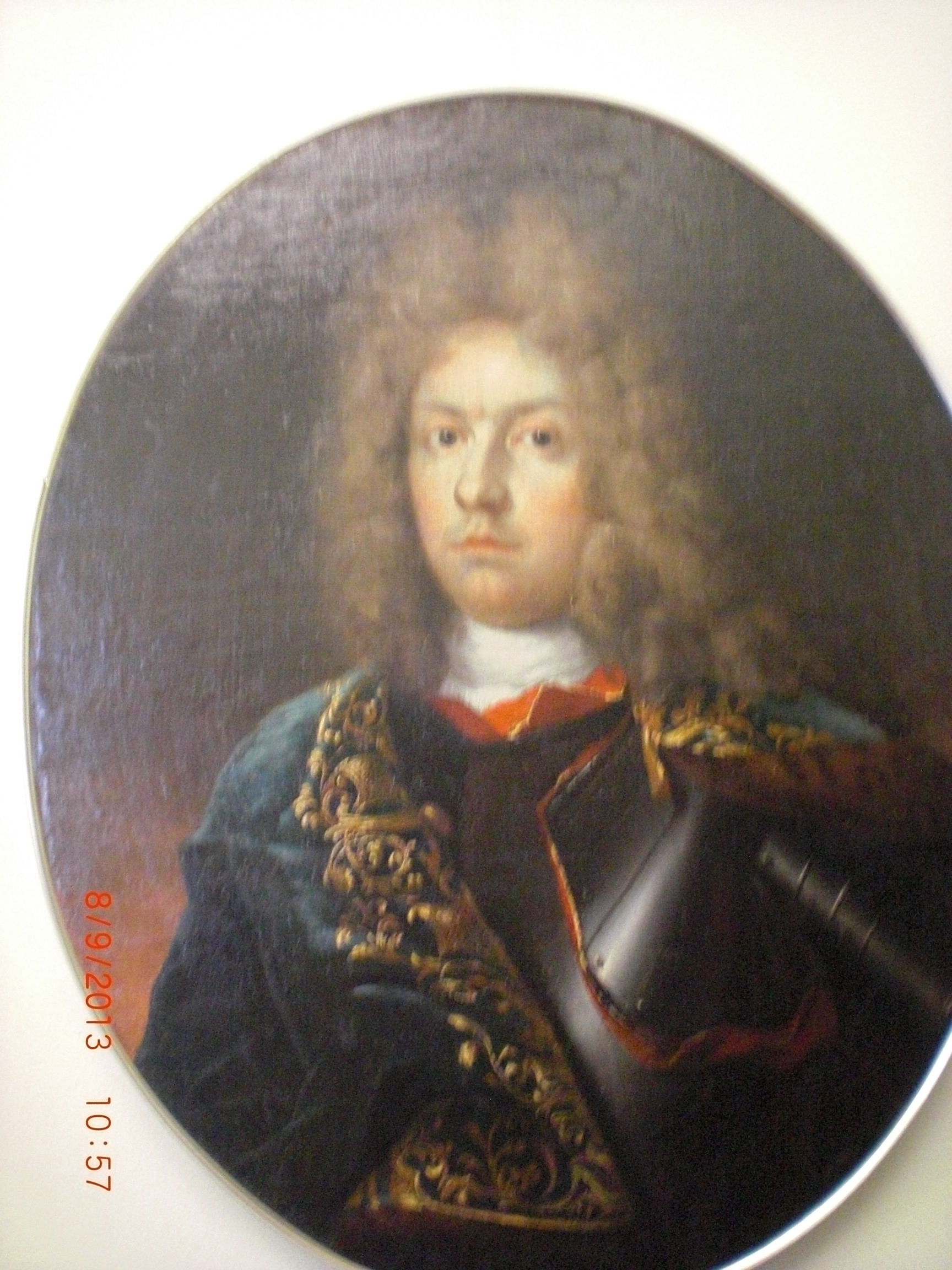
Georg Ludwig von Schlitz genannt von Görz (1655–1696) Hessen-Kasseler Generalmajor, 1692 Verteidiger von Rheinfels

Im Pfälzischen Erbfolgekrieg (1688–1697) unternahmen französische Truppen unter der Führung von Lieutenant-général Comte de Tallard im Dezember 1692 einen Angriff auf die Festung, der am Widerstand der Besatzung aus Hessen-Kassel scheiterte. Der Comte de Tallard hatte König Ludwig XIV. die Schlüssel der Festung Rheinfels als Neujahrsgeschenk versprochen. Bei einem Erkundungsritt auf dem Wackenberg im Kreise seiner Offiziere traf ihn die Kugel des Drechslermeisters Johann Kretsch, einem Mitglied der Schützenkompanie zur Verteidigung der Stadt St. Goar. Als Posten auf der Galerie der Stiftskirche richtete er seinen Doppelhaken (schweres Gewehr) auf denjenigen mit dem höchsten Federbusch. Trotz der für damalige Gewehre sehr großen Entfernung von 200 m traf er sein Ziel, die Kugel drang Tallard in die Brust und fuhr an der Seite wieder hinaus. Der als tollkühn bekannte Tallard musste schwerverletzt sein Kommando niederlegen; den Oberbefehl übernahm Maréchal de camp Thomas de Choisy. Die Belagerung geriet dadurch ins Stocken, was wohl zur Rettung der Festung beitrug. Zum Schluss standen 3000 Verteidiger gegen 28.000 französische Soldaten. Bei zwei Sturmversuchen starben 4000 Franzosen und 6500 wurden verwundet; die Verteidiger beklagten 564 Tote und 885 Verwundete. Auch der zweite Angriff wurde abgeschlagen, und bei Herannahen des Entsatzheeres am 3. Januar 1693 unter Führung von Landgraf Karl von Hessen-Kassel, bestehend aus pfälzischen, brandenburgischen, münsterischen und vier hessischen Regimentern, zogen die Franzosen ab.
Landgraf Karl bemühte sich vergeblich, den deutschen Kaiser für seine Wünsche nach dauerndem Besitz der Burg Rheinfels geneigt zu machen. Verbündete fand er in England und den Niederlanden. Als diese beiden Länder 1713 mit Frankreich den Frieden zu Utrecht schlossen, wurde im Friedensvertrag die Bestimmung aufgenommen, dass Hessen-Kassel die Burg Rheinfels und die Stadt Sankt Goar behalten dürfe. Die Nachfahren von Landgraf Ernst I. von Hessen-Rheinfels-Rotenburg bestanden auf der Rückgabe aufgrund eines Urteils des Kaisers von 1711. Nach einem Rechtsstreit übertrug der Landgraf von Hessen-Kassel die Burg 1718 einem Enkel des Ernst von Hessen-Rheinfels-Rotenburg, dem Landgrafen Wilhelm dem Jüngeren von Hessen-Wanfried, der sich nunmehr Wilhelm von Hessen-Rheinfels nannte. Hessen-Kassel wurden die Besatzungsrechte der Burg im Kriegsfall eingeräumt.
Nach dem Tod Wilhelms von Hessen-Rheinfels 1731 übernahm sein Halbbruder Christian von Hessen-Wanfried, der sich nach Verlegung der Landgrafenresidenz nach Eschwege Christian von Hessen-Eschwege nannte, die Landgrafschaft Rheinfels mit der Burg. Bei einem erneuten Truppenüberfall im Jahre 1734 unter der Leitung des französischen Freikorpsführers Kleinholz mit 200 Dragonern und 800 Mann, erfolgte wieder eine Übergabe der Burg Rheinfels an Hessen-Kassel. In einem Hausvertrag von 1735 verzichtete schließlich Hessen-Eschwege-Wanfried auf die Besatzungsrechte der Burg und trat sie endgültig an Hessen-Kassel ab.
1755 starb Christian von Hessen-Eschwege-Wanfried als letzter Nachkomme der hessischen Nebenlinie Hessen-Wanfried und die Landgrafschaften Hessen-Eschwege und Hessen-Rheinfels mit St. Goar und der Burg Rheinfels fielen entsprechend dem Hausvertrag an Hessen-Rotenburg und verblieben dort mit Unterbrechungen bis 1815.

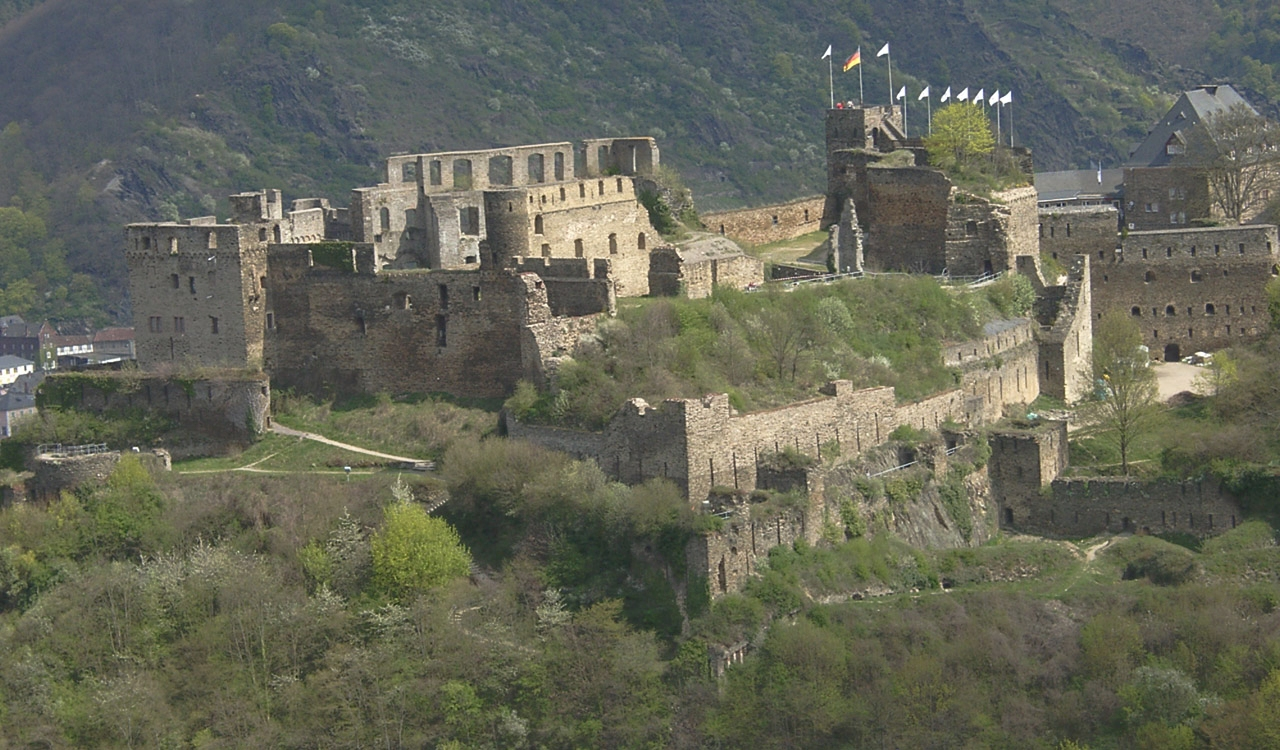
Burg Rheinfels, 2004

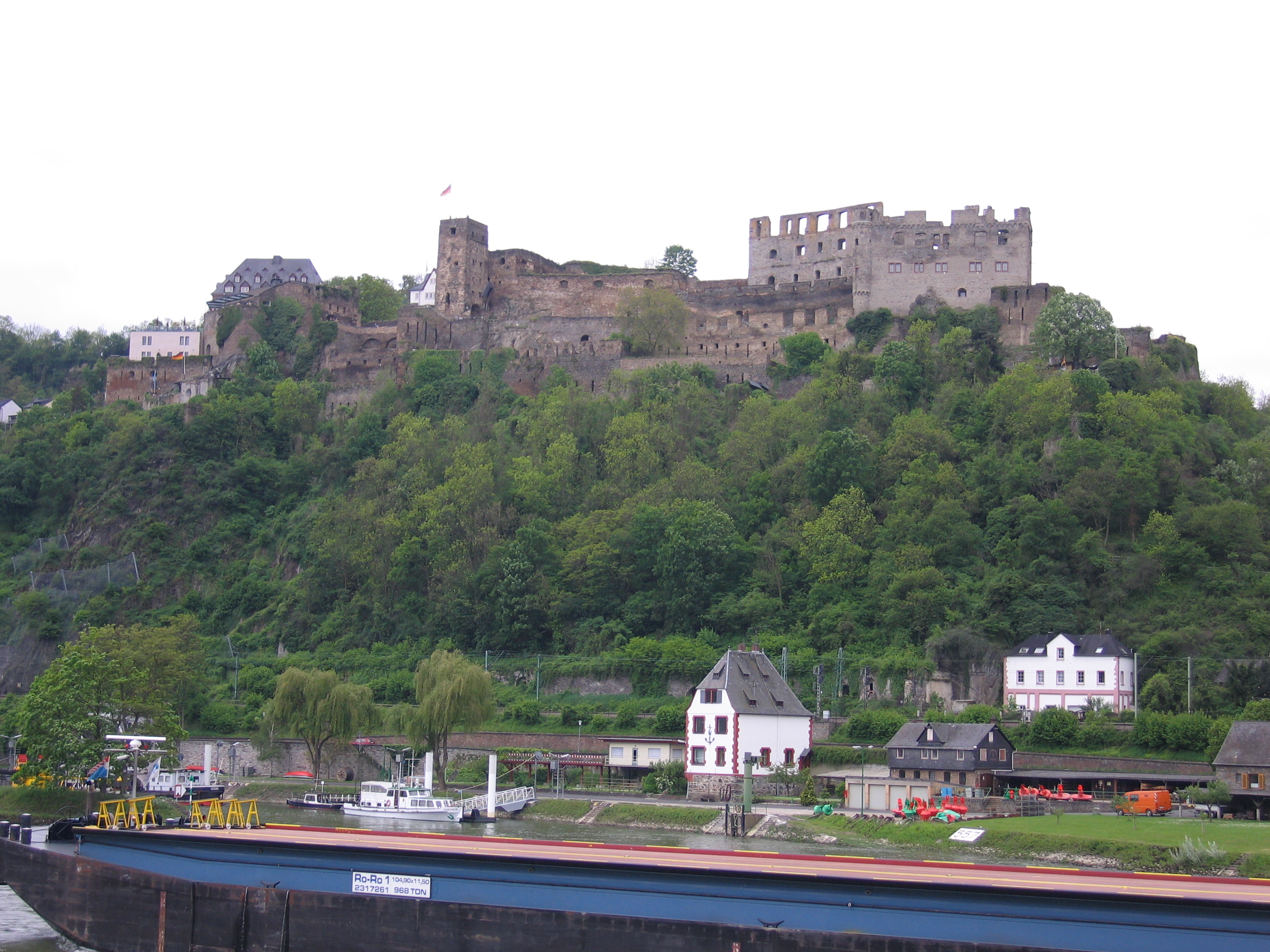
Burg Rheinfels vom Rhein aus

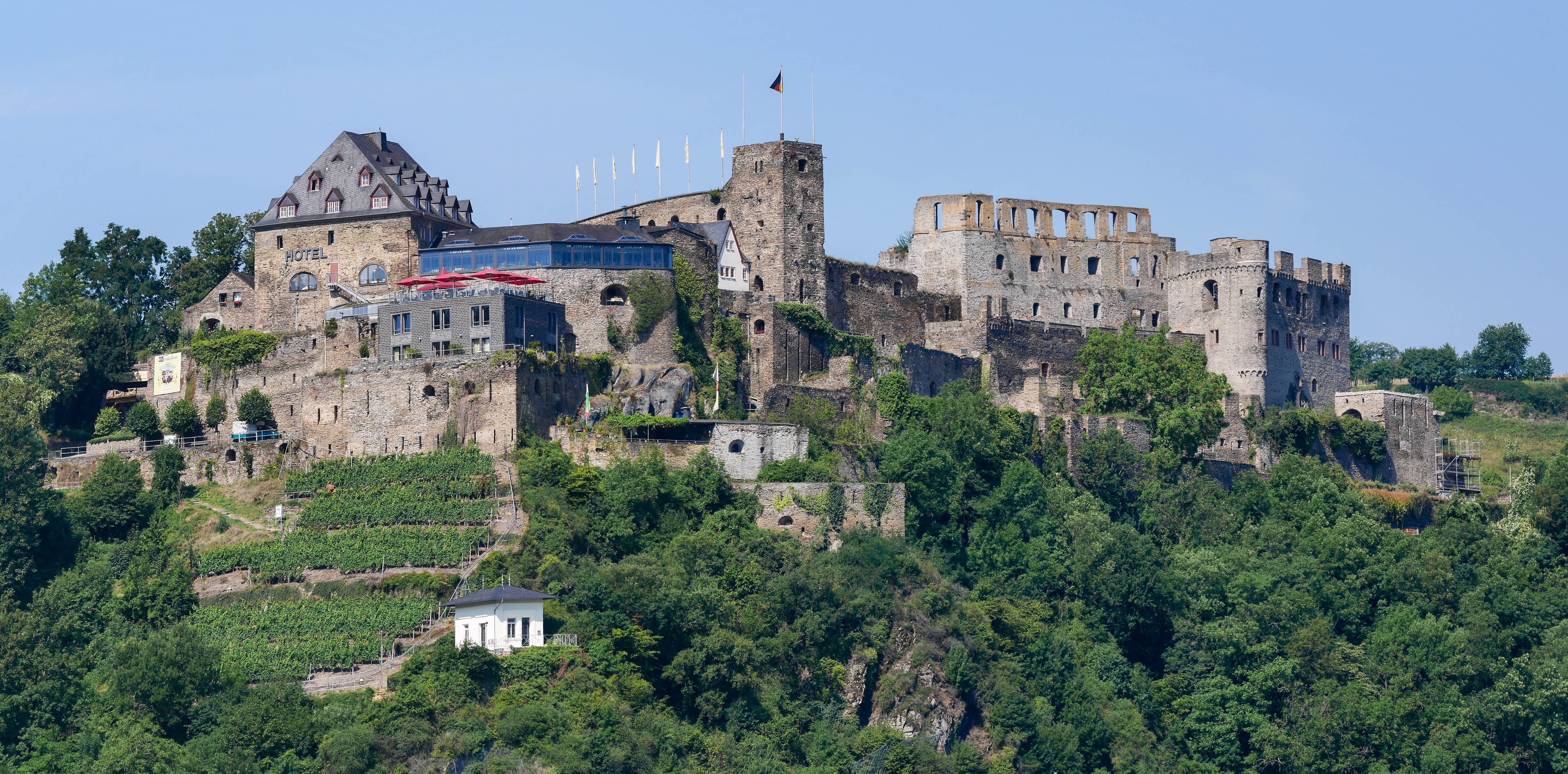
Burg Rheinfels von St. Goarshausen aus

Als im Siebenjährigen Krieg (1756–1763) französische Truppen des Marschalls Soubise am 1. Dezember 1758 die Burg angriffen, war eine Verteidigung durch die dort stationierte Landmiliz gegen die weitaus überlegenen und besser bewaffneten Angreifer nicht möglich; Rheinfels wurde von seinem Kommandanten, dem Hessen-Kasseler Obristen Henrich Donat von Freiwald, kampflos übergeben.

### Französische Revolutionstruppen im November 1794
Den Oberbefehl als Festungskommandant hatte Generalmajor Philipp Valentin von Resius, ein Greis von 77 Jahren. Die Festung selbst war bestens verproviantiert und die Besatzung mit 3000 Mann ausreichend, nicht mitgerechnet die Besatzungen der benachbarten Geschützbatterien auf den umliegenden Anhöhen. Am 1. November 1794 (Allerheiligen) nahm das Unglück seinen Verlauf: Auf die Nachricht eines französischen Trommlers, dass bereits ein Belagerungsheer von 30.000 Mann (Armée de la Moselle) zum Sturm bereit wäre, ging der Kommandant mit der gesamten Mannschaft kopflos über eine hastig errichtete Brücke auf die andere Rheinseite. Der Abzug der Besatzung erfolgte so überstürzt, dass die Außenposten vergeblich auf ihre Ablösung warteten und die französischen Truppen unter dem Kommando von Général de division Jean René Moreaux am 2. November in der Festung noch die halbgedeckten Tische der letzten Mahlzeit vorfanden. Auf Grund der kampflosen Räumung seiner Festung verurteilte der Landgraf den Kommandanten zum Tode, dieses Urteil wurde später nach Aberkennung aller Titel und Würden in lebenslange Haft umgewandelt. In Spangenberg wurde von Resius in Haft gehalten, bis ihn der Tod 1798 im Alter von 80 Jahren von der Gefangenschaft befreite.
Die französischen Revolutionstruppen zerstörten die Festung: 1796 wurden die vorgelagerten Festungswerke gesprengt, 1797 Schloss und Bergfried. 
Victor Hugo schrieb zu den Folgen der Sprengung (die er 1807 und Napoleon Bonaparte zuordnete) auf seiner Rheinreise 1840: „Sonderbar ! Alles zerbarst mit Ausnahme der vier Mauern der Kapelle. Nicht ohne eine gewisse wehmütige Regung betritt man diesen Ort des Friedens, der allein vor dem allgemeinen Einsturz bewahrt worden.“ Und zum damaligen Zustand schloss er: „Heutzutage ist der Rheinfels … eine Art Vorwerk eines Bauernhofs. Ein paar Weinstöcke gedeihen kümmerlich, und zwei oder drei Ziegen weiden darin.“
1812 wurde die Ruine als französisches Staatseigentum an den St. Goarer Kaufmann Peter Glass verkauft. Das beim Abbruch gewonnene Material wurde zum größten Teil beim Bau der Festung Ehrenbreitstein bei Koblenz verwendet.

### Von 1815 bis heute
1815 trat Victor Amadeus von Hessen-Rotenburg, der letzte Landgraf von Hessen-Rotenburg, die Gebiete am Rhein (St. Goar und Rheinfels) an Preußen ab und erhielt als Ausgleich die Fürstentümer Ratibor und Corvey.

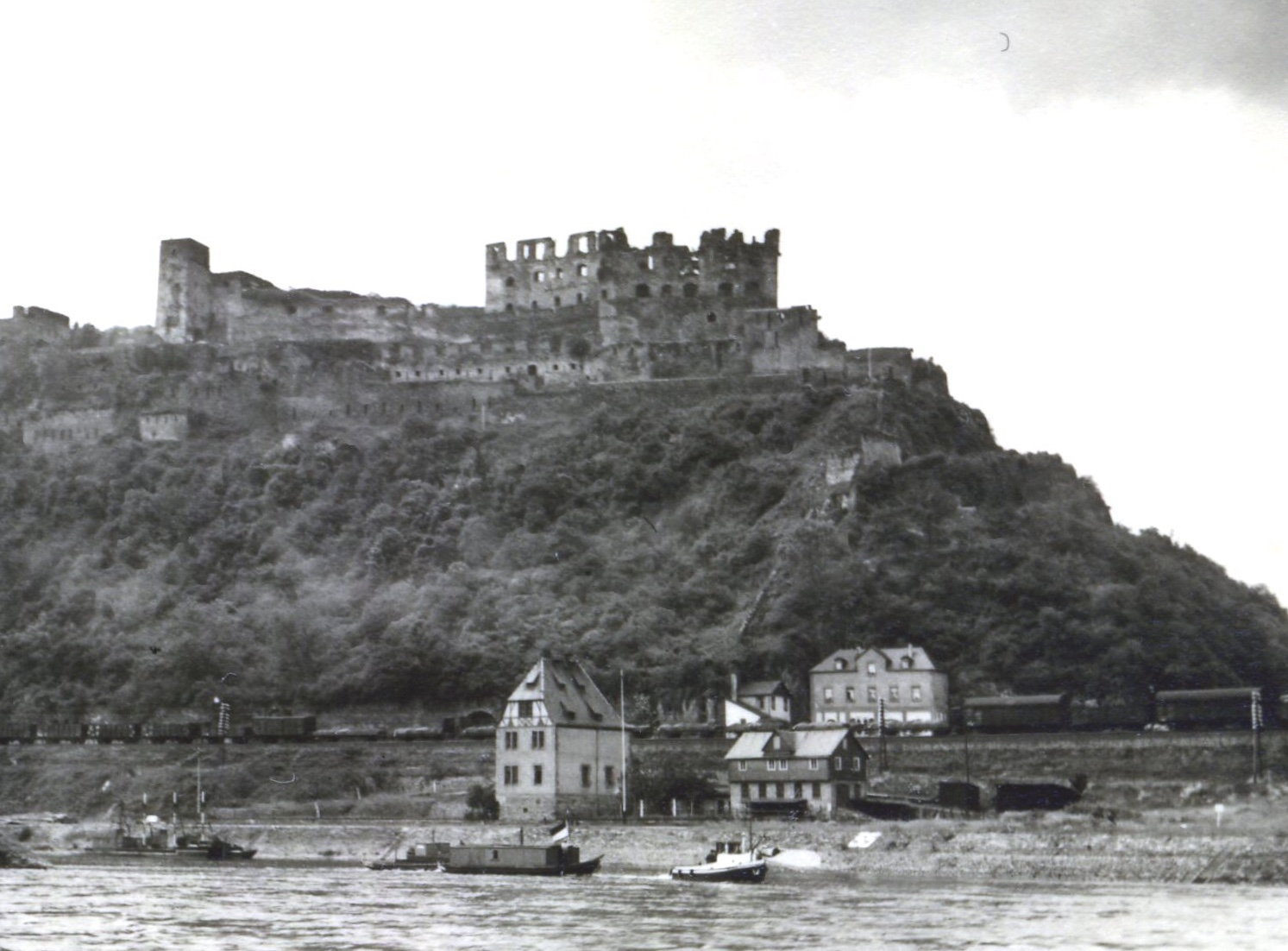
Burg Rheinfels, 1938

Nachdem die Ruine einige Zeit als Steinbruch genutzt worden war, kaufte sie 1843 Prinz Wilhelm von Preußen, der spätere Kaiser Wilhelm I., der sie damit vor weiteren Zerstörungen bewahrte. Seit 1925 ist die Stadt St. Goar Besitzerin der Burg. Die Kommune nahm 1963/64 sowie in den 1990er Jahren Restaurierungen vor.

### Namensschreibweisen
Im Laufe ihrer Geschichte wurde die Burg vielfach in Urkunden, Aufzeichnungen und Akten erwähnt, belegt sind im 13. Jahrhundert die Schreibweisen Rinefels (1252) oder Rynvels, Rinvelz (1266) und Ryuels (1271). Im 14. Jahrhundert sind Rinuels (1316), Rinvels (1330) und Rynvels (1326 bzw. 1338–42), im 15. Jahrhundert Rynfels (1464) und Rinfels geläufig. Varianten waren Rinfelsch (1483), Rheynfelsch (1508), Rhinfelz (1555), Reinfelsch und Reinfelß. Mitte des 17. Jahrhunderts erscheint schon zeitweilig Rheinfels (beschriftete Zeichnung von Wenzel Hollar 1635), Ende des 17. Jahrhunderts sind Rheinfeltz und Rheinfelß (1690) belegt und seit der zweiten Hälfte des 18. Jahrhunderts hat sich Rheinfels durchgesetzt. Die Namensschreibweisen Rhynfels und Rhinfels finden sich auf englischen bzw. französischen Zeichnungen und Stichen bis ins 18. und 19. Jahrhundert.

### Gouverneure und Kommandanten
- 1480–1489 Volpert Schenk zu Schweinsberg
- 1489–1499 Hermann Hunde von Sauwelnheim
- 1499–1516 Engelbrecht von Krengell
- 1516–1531 Ritter Jost von Dracksdorf
- 1531–1551 Friedrich von Schonebergk
- 1551–1564 Junker Rheinhard Schenk
- 1564–1566 Wolf von Salhausen
- 1566–1568 Marsilius von Reiffenberg
- 1568–1574 Friedrich von Stein
- 1574–1580 Melchior von Elz
- 1580–1584 Burkhard von Calenberg
- 1584–1599 Friedrich von Nordeck
- 1599–1617 Otto Wilhelm von Berlepsch, starb auf Rheinfels
- 1617–1620 Wilhelm Graf zu Solms, Herr zu Münzenberg, Wildenfels und Sonnewalde
- 1620–1622 Obrist Friedrich von Stockhausen
- 1622–1626 Obrist Johann von Uffeln

Unter Hessen-Darmstadt:
- 1626–1630 Ritter Johann Wolf von Weitolshausen genannt Schrautenbach
- 1630–1634 Obrist Johann Wilhelm Wilkühr
- 1634–1636 Obrist Georg Philipp von Buseck
- 1636–1638 Obrist Christian Marsilius Wolff von Todenwarth
- 1638–1639 Obrist Carl Friedrich von Vitzthum
- 1639–1641 Oberamtmann Dominieus Porsen
- 1641–1642 Kommandant Johann Balthasar Strupp von Gelnhausen
- 1642–1645 Obrist Johann Wilhelm Wilkühr
- 1645–1647 Obrist Johann von Koppenstein
- 1647, 14.–18. Juli General Kaspar Kornelius Mortaigne de Potelles, starb auf Rheinfels den 18. Juli 1647
- 1647–1650 Obrist Briel
- 1650–1654 Johann Limburg von Nimbrecht
- 1654–1656 Major Andreas Castrop
- 1656–1658 Major Kümmel
- 1658–1661 Obrist Barthol Deitter
- 1661–1663 Obrist Franz Friedrich Lindermann
- 1663–1665 Obrist Johann Hermann von Nordeck
- 1665–1669 Obrist von Rodenstein
- 1669–1673 Obrist Johann Cochenheims
- 1673–1685 Obrist Jaeob Heinrich Sauerbick
- 1685–1687 Major Stoffel
- 1687–1692 Obrist von Ufflingen
- 1692–1696 Generalmajor und Oberamtmann Georg Sittich Ludwig von Schlitz genannt von Görz, starb auf Rheinfels den 3. Februar 1696
- 1696–1697 Obrist von Tettau
- 1697–1698 Generalmajor und Oberamtmann Dettlof von Schwerin
- 1698–1699 Major Coeetti
- 1699–1702 Obrist Leutnant von Schneid
- 1702–1703 Obrist Schöpping
- 1703–1705 Obrist Hans Curt Schonz, starb auf Rheinfels den 12. Oktober 1705
- 1705–1707 Obrist von Baumbach
- 1707–1712 Generalleutnant und Gouverneur Otto Christoph von Verschuer (Werschur), starb auf Rheinfels den 19. Juli 1712

Zweiter Kommandant: Obrist Johann Caspar Hesler
- 1712–1715 Gouverneur Prinz von Hessen-Philippsthal
- 1715–1716 Gouverneur Prinz von Anhalt

Zweiter Kommandant: Obrist Johann Georg von Heefs
- 1716–1717 Generalmajor Lewin Walrab von Bonneburg
- 1717–1718 Gouverneur Generalleutnant Conrad von Ranck

Kommandant: Brigadier von Baumbach
- 1718–1721 Obrist Johann Georg von Heefs
- 1721–1724 Obrist von Kellerhofen
- 1724–1731 Obrist von Degano
- 1731–1734 Obrist Marquis Friedrich Dominieus de Casselle
- 1734–1745 Generalleutnant und Gouverneur Christian Melchior Sigismund von Kutzleben, starb auf Rheinfels den 26. August 1745
- 1745–1748 Generalmajor von Merlan, starb auf Rheinfels den 9. Dezember 1748
- 1748–1756 Gouverneur Generalleutnant Heinrich von Mansbach[7]
- 1756–1758 Obrist H. D. von Freiwald
- 1758–1760 Obrist von Gelb
- 1760–1763 Obrist Chevalier de Tende et Cretot
- 1763–1764 Obrist Ernst Ludwig von Logau
- 1764–1776 Gouverneur Generalleutnant Heinrich Wilhelm von Wutginau, starb auf Rheinfels den 10. Oktober 1776

zweiter Kommandant: Generalmajor von Hachenberg
- 1776–1786 Generalleutnant Ernst Heinrich von Wilcke, starb auf Rheinfels den 20. August 1786

Zweiter Kommandant: Obrist von Münchhausen
- 1786–1787 Gouverneur Generalleutnant Wilhelm Maximilian von Ditfurth
- 1787–1788 Generalmajor von Kospoth
- 1788–1793 Obrist Carl Philipp Heymel, starb auf Rheinfels den 25. April 1793
- 1793–1794 Generalmajor Philipp Valentin von Resius, starb den 19. März 1798 als Festungsgefangener auf Schloss Spangenberg
- 1794–1796 Obrist Belleau

## Die Anlage

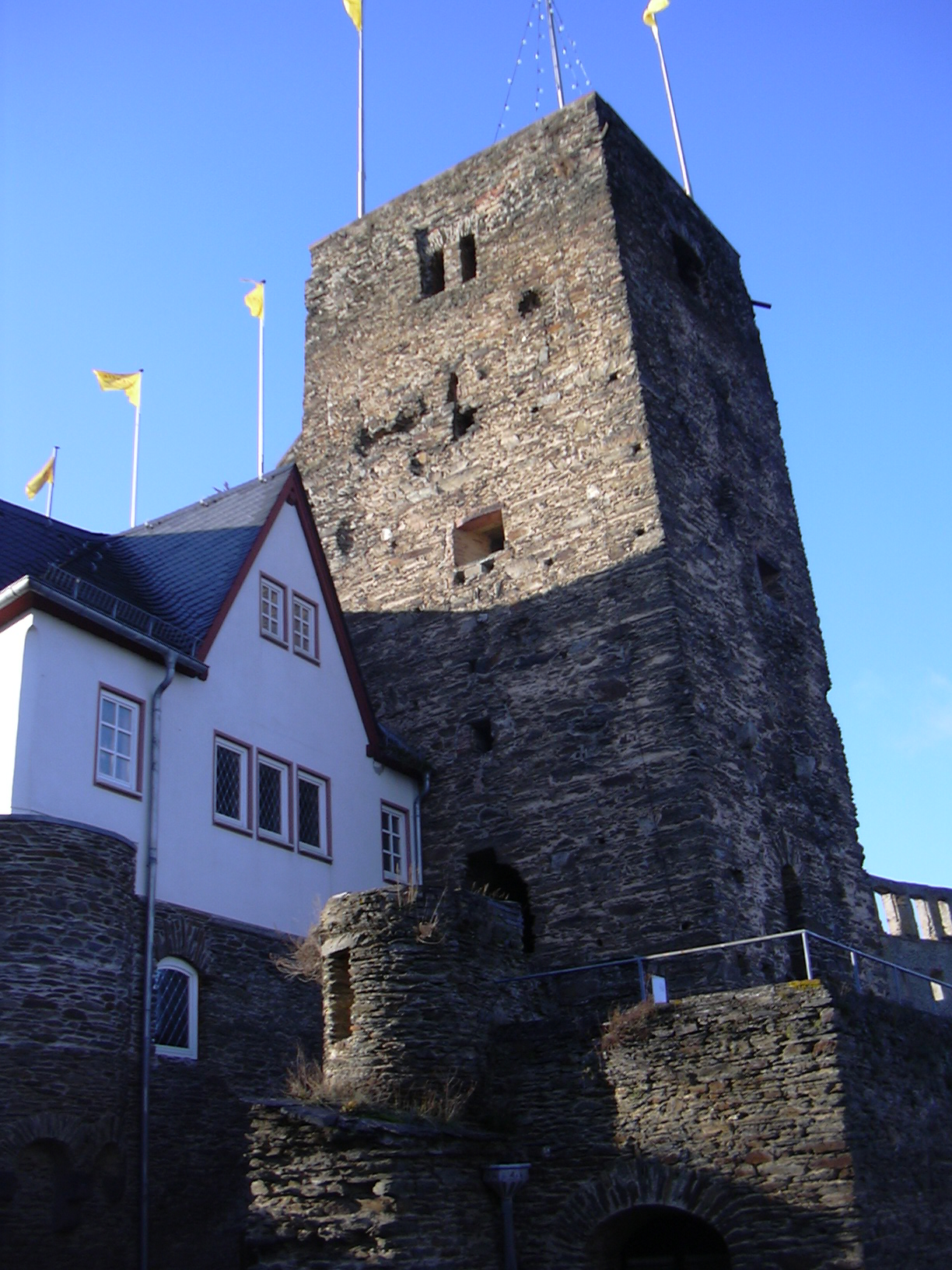
Uhrturm

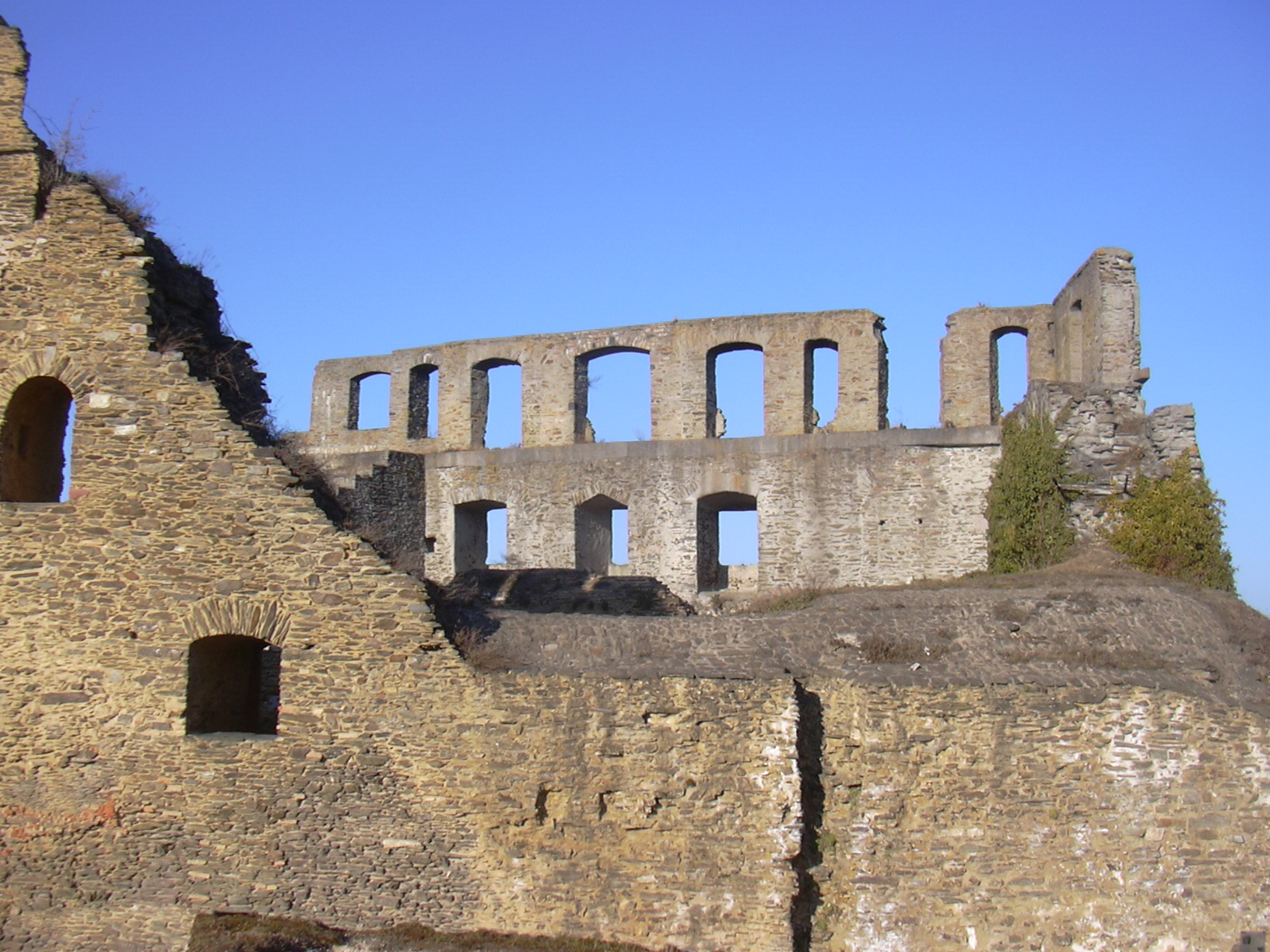
1. Schildmauer und Darmstädter Bau

Aus Plänen und Zeichnungen von Anfang des 17. Jahrhunderts, die Wilhelm Schäfer genannt Dilich in den Diensten von Landgraf Moritz von Hessen-Kassel angefertigt hatte, kann man Grundriss und Aussehen der Kernburg aus dem 13./14. Jahrhundert – vor dem großen Festungsausbau Mitte des 17. Jahrhunderts, dem drei Viertel der heutigen Ruine zuzurechnen sind – zuverlässig erschließen.

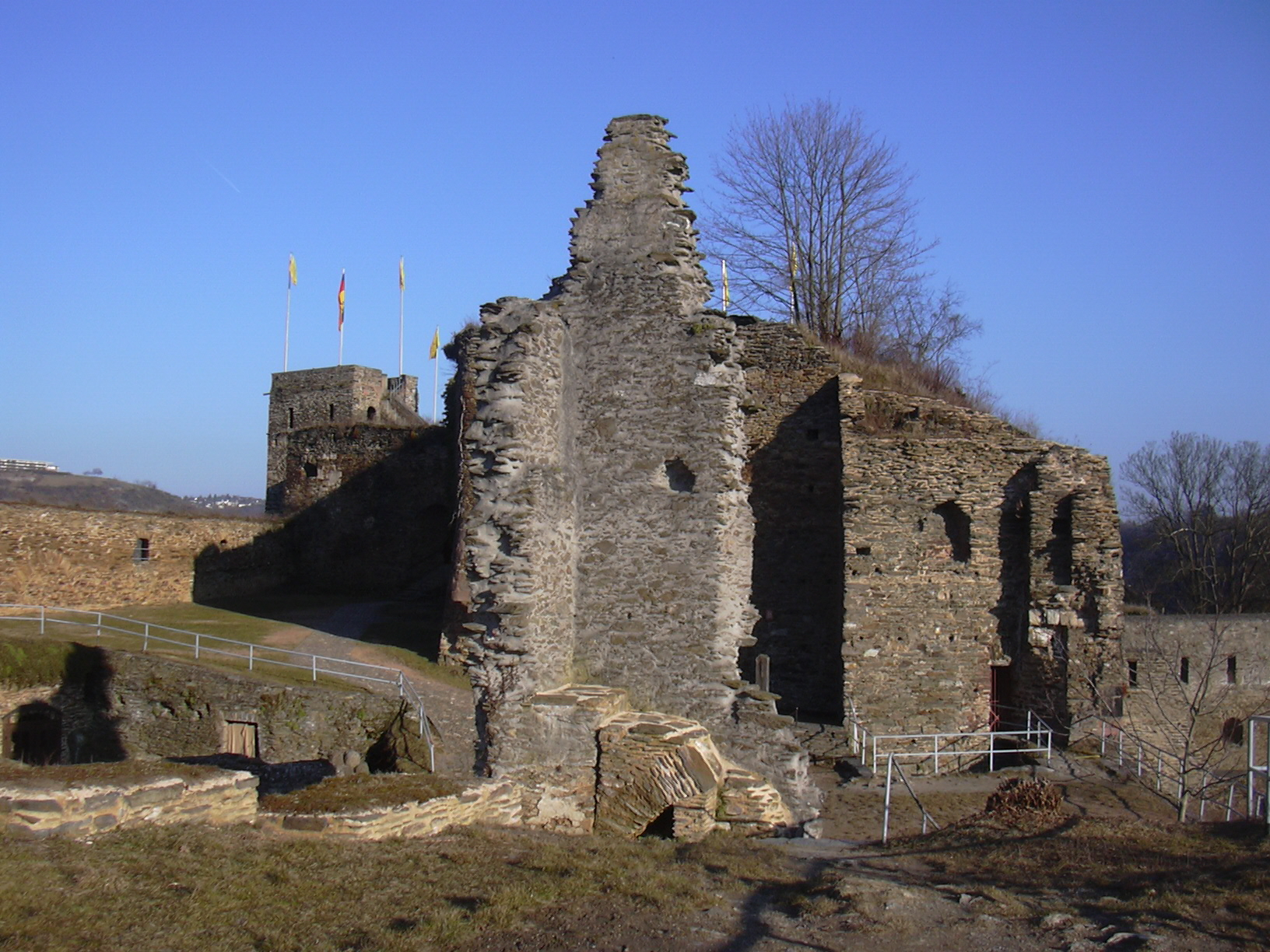
Gelände der Vorburg (Marstall); im Hintergrund Hohe Batterie und Uhrturm

Durch einen Torturm, den um 1300 errichteten 21 m hohen Uhrturm, gelangt der Besucher bei einem ersten – inneren – Burgrundgang heute zunächst im Norden der Anlage zur breiten Front des dreigeschossigen Palas, des sogenannten Darmstädter Baus, der in Fachwerk mit spitzen Giebeln ausgeführt war. Vom einst das Schloss 54 m hoch überragenden Bergfried ist nichts mehr zu erkennen. Er hatte einen Durchmesser von 10,5 m mit 3,5 m Wandstärke. Im 15. Jahrhundert war ihm ein schmalerer Rundturm aufgesetzt worden, der sogenannte Butterfassturmaufsatz. Auf dem Verbindungsweg zwischen Uhrturm und Palas, welcher der frühere Halsgraben der Burg ist, liegt der Große Keller, der 1587–89 in zwei deutlich sichtbaren Bauphasen überwölbt wurde. Der größte freitragende Gewölbekeller in Europa hat eine Länge von 24 m, eine Breite und Höhe von etwa 16 m und kann bis zu 400 Personen Platz bieten. Die Mauern sind bis zu 4 m stark. In den Keller war ein gemauertes Weinfass mit einem Fassungsvermögen von ca. 180.000 Litern eingebaut. Die Wände wurden mit Talg abgedichtet. Inwiefern sich dies auf den Geschmack auswirkte, ist nicht überliefert. Spätestens ab 1647 war der Tank nicht mehr gefüllt. Stattdessen wurden wieder normale Holzfässer eingesetzt. 1997 wurde der Raum komplett renoviert und in seinen ursprünglichen Zustand versetzt. Seitdem dient er als Veranstaltungsplatz für Konzerte, Theateraufführungen und andere Darbietungen (Feuerwerk).

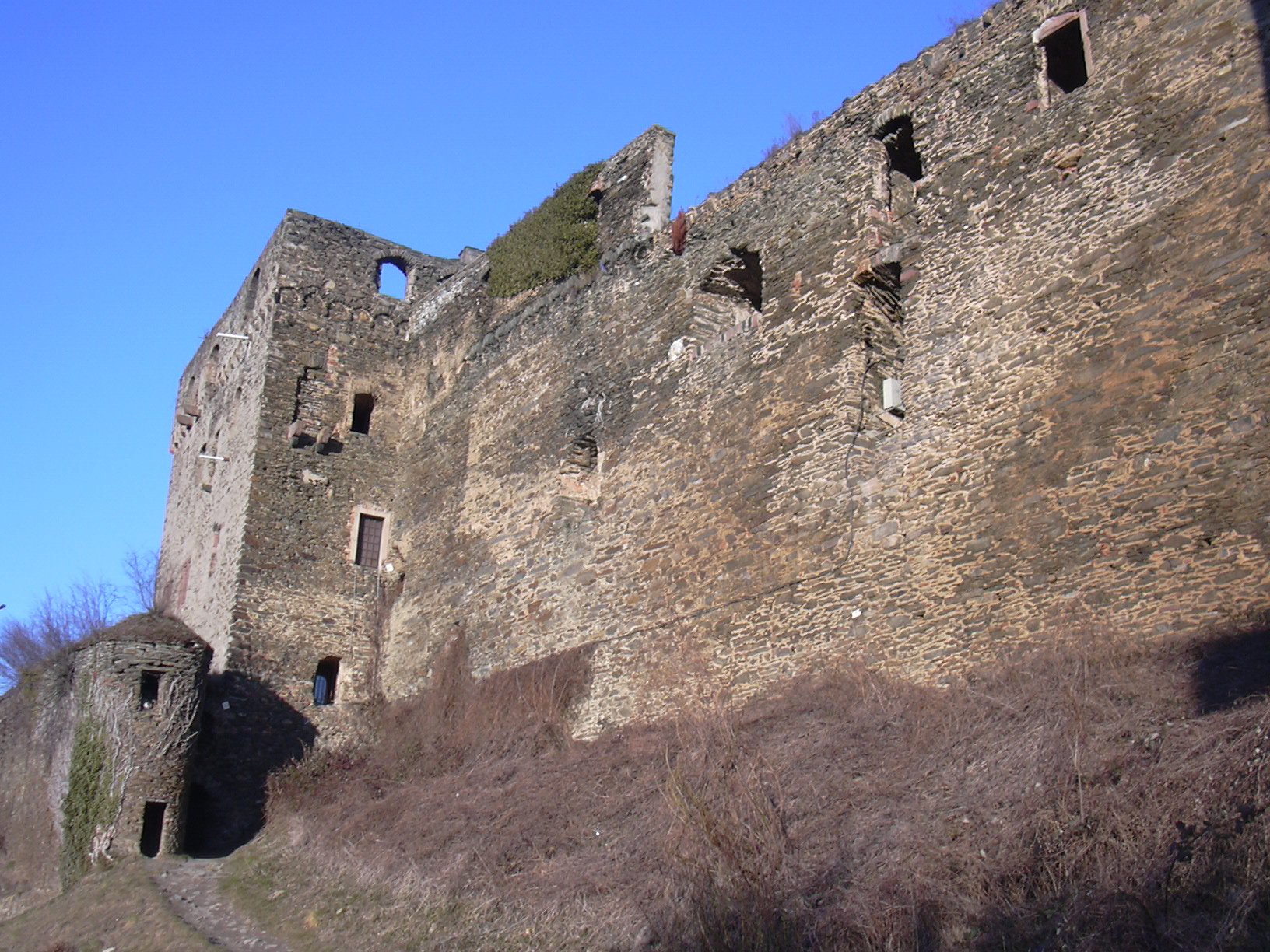
Nordwestliche Ringmauer und Nordbau der Kernburg

Durch ein weiteres Tor (um 1300) wird die Kernburg aus dem 13. Jahrhundert mit Treppenturm erreicht, die heute als Burgmuseum eingerichtet ist. Durch die südwestliche Schildmauer aus dem 14. Jahrhundert gelangt man in den Marstallhof, ein in weiten Teilen zerstörtes Gelände der inneren Vorburg. Der Marstall, von dem nur ein kleiner Mauerrest erhalten ist, verband einst die nordwestliche Ringmauer mit dem Turm des Büchsenmeisters, von dem nur noch ein Stumpf steht. Im Vorhof ist ein Pranger rekonstruiert. Über die Mantelmauer aus dem 14. Jahrhundert und die um 1660 angefügte Hohe Batterie gelangt man nach diesem Rundlauf im Bogen wieder zum Uhrturm, der zu besteigen ist. Nach Süden bietet sich von seiner Aussichtsplattform ein weiter Blick über den Hafen und die Stadt von St. Goar, rechtsrheinisch nach St. Goarshausen und Burg Katz, nach Norden rheinabwärts bis Burg Maus sowie nach Westen ins Gründelbachtal.
Ein zweiter – äußerer – Burgrundgang führt in die im 17. Jahrhundert angefügten Festungsbauten. Im Rahmen einer Führung gezeigt werden die Wehrgänge bis zum „Großen Halsgraben“ mit gewaltiger Schildmauer (erkennbare Schießscharten), die die äußere Vorburg (das Gelände des heutigen Schlosshotels) von der Kernburg abtrennen. Zwei Treppen führen hinab zu den unterirdischen Minengängen, die bis 2017 ebenfalls zugänglich waren; dies war vor allem für Kinder eine Attraktion, die in der weitläufigen Ruine viele versteckte, dunkle Winkel entdecken und erkunden konnten.
Über geschichtliche Hintergründe, das einstige soziale Leben auf der Burg, Kriegsführung und Waffen sowie Pflanzen und Tiere im Burgbereich informiert ein Lehrpfad, der so genannte Rheinfelspfad, dessen Informationstafeln auf den Burgmauern angebracht sind. Der Besucher lernt verbreitete und seltene Moose, Flechten und Farne sowie mediterrane Pflanzen kennen, deren Provenienz von einem einstigen in der Nähe gelegenen adeligen Lustgarten erklärt wird (z. B. Filziges Hornkraut, Sonnenröschen, Karthäusernelke). Im Gebälk nisten Mauersegler, Turmfalken und Dohlen. Zudem werden die Gesteine Quarzit und Schiefer erklärt, die aus Sedimenten im Devon-Zeitalter stammen, als das Rheinland noch ein Flachmeer war.

## Hotel Schloss Rheinfels

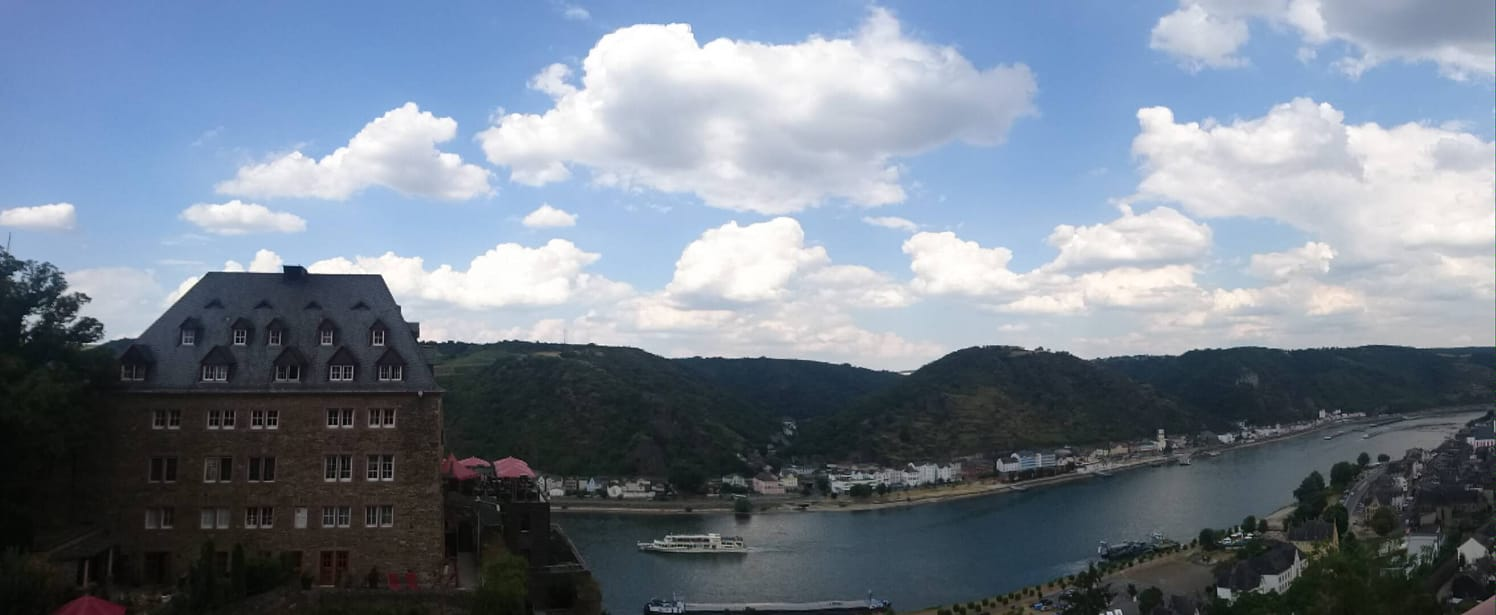
Hotel Schloss Rheinfels 2018. Blick aus einem Gästezimmer Blickrichtung Rhein.

Seit 1924 ist die Burgruine im Eigentum der Stadt St. Goar, die sich dabei verpflichtete, sie nicht weiter zu verkaufen.
Seit 1973 liegt neben der Burg ein Hotel, das seit 2005 den Namen „Romantik Hotel Schloss Rheinfels“ trägt. 1998 schloss die Stadt St. Goar für die Burgruine einen Erbbaurechtsvertrag über 99 Jahre mit den Eigentümern des Hotels, mit der Option einer Verlängerung um weitere 99 Jahre. 2018 klagte deshalb Georg Friedrich Prinz von Preußen auf Rückgabe der Burg, da er in dem Erbbaurecht einen untersagten Verkauf sah. Das Landgericht Koblenz wies im Juni 2019 eine entsprechende Klage ab, im Januar 2020 einigte sich Prinz von Preußen außergerichtlich mit der Stadt St. Goar und erkannte deren Eigentum an der Burg an.

## Regelmäßige Veranstaltungen
- 1. Wochenende im August: Hansenfest auf der Burg Rheinfels
- 3. Samstag im September: Rhein in Flammen; Großfeuerwerke von Burg Katz bei Sankt Goarshausen, Burg Rheinfels bei Sankt Goar und von der Rheinmitte aus.

### Dokumente
- Bild der Festung Rheinfels aus J.F. Dielmann, A. Fay, J. Becker (Zeichner): F.C. Vogels Panorama des Rheins, Bilder des rechten und linken Rheinufers, Lithographische Anstalt F.C. Vogel, Frankfurt 1833